# A Avestruz do Donald
A Avestruz do Donald (título original: Donald's Ostrich) é uma curta-metragem de animação produzida em Technicolor pela Walt Disney Productions. Com 9 minutos de duração, o filme foi o terceiro da série de curtas-metragens do Pato Donald, embora anunciado na época como um desenho animado do Mickey Mouse, tendo sido lançado nos cinemas a 10 de dezembro de 1937 pela RKO Radio Pictures. Foi o primeiro da série a ser lançado pela RKO.
Dirigida por Jack King, a curta-metragem apresentou no seu elenco as vozes de Clarence Nash como Pato Donald, Pinto Colvig como Hortense, a avestruz (através dos soluços), Elvia Allman e Billy Bletcher como as vozes do rádio e Fred Toones como o cantor.

## Enredo
Donald estava trabalhando como depositário em uma estação de trem e é responsável por carregar e descarregar as bagagem. Um trem passa pela estação e despeja uma grande pilha de bagagens em cima de Donald sem parar. Ele descobre que um dos caixotes contém um avestruz, amarrado no pescoço seu pescoço, ele viu um bilhete com uma nota: "Meu nome é HORTENSE. Por favor, veja que eu estou alimentada. P.S. eu como qualquer coisa!"
De repente, Hortense começa a comer tudo que encontra na estação, começando pela mensagem. Ela come as calças do Pato Donald. Ela então come uma sanfona, um despertador de corda e vários balões. Isto faz com que ela tenha um ataque de soluços, cabendo a Donald a tarefa de cura-la com um susto.
Hortense acaba engolindo o rádio de Donald e seu corpo começa a reagir à frequência do rádio. Quando Donald descobre, ele rapidamente pega um fórceps para tentar retirá-lo (mas tira a sanfona). Mas quando Hortense começa a reagir à transmissão de uma corrida de carros, Donald não consegue mais controlá-la. Finalmente, Hortense bate por uma porta e finalmente o rádio sai, porém Donald passa a ter um ataque de soluços. 

## Hortense
Embora A Avestruz do Donald tenha sido a primeira e única aparição da avestruz em uma animação, mais tarde ela aparece nos quadrinhos como animal de estimação de Donald. Sua primeira aparição em quadrinhos foi na primeira publicação do Donald Duck Annual em 3 de outubro de 1938.[carece de fontes?]
Hortense também aparece nos quadrinhos Donald Duck, primeiro em 3 de outubro de 1938, por algumas semanas, e depois aparecendo muito ocasionalmente até sua última aparição em 30 de outubro de 1944.

## Cenas deletadas
Uma das cenas envolve Donald se vestindo como o monstro de Frankenstein para assustar Hortense. A razão para cortar estas cenas da versão oficial pode ter sido que o design do monstro era propriedade da Universal. Estas cenas não foram incluídas na versão de cinemas dos Estados Unidos. Porém, elas permanecem intactas em um versão da Pathescope de 9,5mm lançada no Reino Unido, datada de fevereiro de 1938.

## Dubladores
- Pato Donald: Clarence Nash
- Hortense, a Avestruz: Pinto Colvig
- Lady Chef no rádio: Elvia Allman
- Vilão no rádio: Billy Bletcher[7]
- Cantor: Fred Toones
- Cantora de ópera: Adriana Caselotti

## Lançamentos
- Walt Disney Cartoon Classics Vol. 2: Here's Donald (VHS)
- Walt Disney Treasures: Wave Three: The Chronological Donald (DVD)